# Mococa
Mococa este un oraș în São Paulo (SP), Brazilia.
1. ↑   https://fusohorariomundial.com.br/c/brasil/brasilia Lipsește sau este vid: |title= (ajutor)
2. ↑   https://codigo-postal.org/pt-br/brasil/sp/mococa/ Lipsește sau este vid: |title= (ajutor)